# Monleón
Monleón là một đô thị ở tỉnh Salamanca, Castile và León, Tây Ban Nha. Theo điều tra dân số năm 2007 của] (INE), đô thị này có dân số 113 người.